# 신조국동맹
신조국동맹(독일어: Bund Neues Vaterland 분트 노이에스 파터란트[*])은 제1차 세계대전기 독일에서 가장 중요한 평화주의 단체다. 1914년 11월 16일 만들어졌다. 지도자는 쿠르트 폰 테퍼라스키, 게오르크 폰 아크로 백작이었고 엘리자베트 로텐 등이 공동발기인이었다.
1922년 1월 20일 독일인권동맹으로 개칭하고 국제인권연맹 창립단체로 참여했다.
1922년 기준 맹원은 200여명이었으며 이후 1,000여명까지 증가했다. 맹원들 중 저명인사로는 프리드리히 지몬 아르헨홀트, 알베르트 아인슈타인, 에른스트 로이터, 레오폴트 폰 비제, 쿠르트 아이스너, 헬무트 폰 게를라히, 오토 레만루스불트, 에른스트 마이어, 프리드리히 빌헬름 푀르스터, 파울 외스트라이히, 한스 파셰, 슈테판 츠바이크, 루트비히 퀴데, 하리 폰 케슬러 백작, 헬레네 슈퇴커, 미나 카우어, 클라라 체트킨, 엘스베트 브루크, 알프레트 헤르만 프리트, 한스 델브뤼크, 루돌프 골트샤이트, 게오르크 프리드리히 니콜라이, 하인리히 라우슈 폰 트라우벤베르크, 발터 보르기우스, 아르투어 홀리트셔 등이 있다.